# TaskRabbit
TaskRabbit ist eine Online-Plattform, die im Rahmen der Gig Economy als Minijob-Marktplatz fungiert und auf lokaler Ebene Arbeitsangebote (Arbeitsaufträge) mit verfügbarer Arbeitsnachfrage (Arbeitnehmer) paart. Diese Vermittlungsplattform bietet Nutzern eine Möglichkeit, Aufträge für Alltagsaufgaben zu vergeben, wie beispielsweise Putzen, Umziehen, Transportieren und handwerkliche Aufgaben. TaskRabbit wurde 2008 von Leah Busque gegründet und hat bisher 37,7 Millionen US-Dollar an Finanzierungsgeld erhalten. Bis dato gibt es zehntausende geprüfte „Taskers“-Mitglieder, die Kunden für diverse Tätigkeiten zur Verfügung stehen. Im September 2017 verkündete IKEA den Aufkauf von TaskRabbit.

## Geschichte
Die Idee für TaskRabbit kam Busque, als sie zum damaligen Zeitpunkt keine Zeit hatte, neues Hundefutter zu kaufen. Daraufhin gründete sie basierend auf dem Konzept „Nachbarn helfen Nachbarn“ die Online-Vermittlungsplattform TaskRabbit. Ursprünglich hieß TaskRabbit RunMyErrand und war Teil des Facebook Inkubator fbFund, in dem das Unternehmen insgesamt 1,8 Millionen US-Dollar Seed-Finanzierung von Venture-Capital-Unternehmen erhielt. Busques erster Vollzeitmitarbeiter war Brian Leonard, ein Software-Ingenieur, mit dem sie bereits bei IBM zusammenarbeitete.
2010 änderte Busque die Firma von RunMyErrand zu TaskRabbit, verteilte ihr Team bis Mitte des Jahres über das ganze Land und eröffnete die ersten Tätigkeiten in der San Francisco Bay Area. Ein Jahr später schloss TaskRabbit die Series-A-Runde mit einer Finanzierung von 5 Millionen Dollar mit Beteiligungen von Shasta Ventures, First Round Capital, Baseline Ventures, Floodgate Fund, Collaborative Fund, 500 Startups und The-Mesh-Autorin Lisa Gansky ab. Zu diesem Zeitpunkt hatte das Unternehmen 13 Mitarbeiter und 2.000 registrierte Mitglieder und expandierte kurz darauf nach New York City, Chicago, Los Angeles und Orange County.
Im Juli 2011 brachte TaskRabbit eine App auf den Markt, die es Nutzern ermöglichte, Aufgaben und Jobs über ihre Smartphones zu veröffentlichen. Drei Monate später stellte Busque Eric Grosse, Mitgründer und ehemaliger Präsident von Hotwire.com, als neuen CEO ein, damit sie sich auf die Produktentwicklung konzentrieren konnte. Ende des Jahres erhielt TaskRabbit zusätzliche 17,8 Millionen Dollar innerhalb der Series-B-Finanzierungsrunde. Mittlerweile beschäftigte TaskRabbit 35 Mitarbeiter und generierte einen Umsatz von 4 Millionen Dollar pro Monat. 2012 kehrte Busque wieder auf den CEO-Posten zurück und Grosse zog in den Vorstandsvorsitz, von dem aus er die Strategie und operativen Tätigkeiten überwachte. Im Januar 2013 stellte das Unternehmen Stacy Brown-Philpot, ehemalige Entrepreneur-in-Residence von Google Ventures und ehemalige Leiterin der globalen Operationen, als erste COO ein.
2013 erschien ein neues Tool für Unternehmen, die damit temporär Arbeiter unter den Plattform-Mitgliedern finden konnten und dafür eine Kommission von 26 Prozent zahlten. Im April 2016 wurde Stacy Brown-Philpot zum CEO befördert. Im September 2017 verkündete die IKEA-Gruppe den Kauf von TaskRabbit.

## Demographie
Das Bildungsniveau der teilnehmenden Arbeitnehmer variiert stark. Da TaskRabbit oft von Usern genutzt wird, die kürzlich ihre Festanstellung verloren haben, besitzen laut dem Onlinemagazin The Verge 70 Prozent einen Bachelorabschluss, 20 Prozent einen Masterabschluss und sogar 5 Prozent einen Ph.D. Manche Tasker haben ihre TaskRabbit-Verträge sogar in langfristige Arbeitsverhältnisse umwandeln können.

## Allgemeine Kritik
TaskRabbit wurde von Nutzern und in den Medien für hohe Auftragskosten kritisiert. Die von der Firma hinzugefügten Gebühren können bis zu 70 % des ursprünglichen Angebots betragen. Nutzer der Online-Plattform haben sich darüber beschwert, dass dies ein Nährboden für Kunden-Abzocke sein könne.
Generell müsse in dem relativ jungen Wirtschaftssektor Gig Economy noch einiges in puncto Arbeitnehmerrechte sowie Vermeidung und Bekämpfung von Geschlechterdiskriminierung/Rassismus auf die Beine gestellt werden.